# Georges Périno
Georges Périno (Bastia, 14 augustus 1902 - plaats en datum van overlijden onbekend) was een Frans voetbalcoach. Hij bezorgde RSC Anderlecht in 1947 zijn allereerste landstitel.

## Carrière
Périno werd in 1946 trainer van RSC Anderlecht, nadat de Engelsman Martin McLaren op 27 oktober van dat jaar vertrok. Anderlecht werd dat seizoen voor het eerst in zijn bestaan landskampioen. Het was tevens de eerste landstitel voor een Brusselse club. Périno werd daarbij geassisteerd door ex-Anderlecht-speler Arnold Deraeymaeker.
In het seizoen daarop eindigde Anderlecht tweede op vijf punten van kampioen RFC Malinois. Périno verliet de club in 1948 en werd opgevolgd door de Ier Ernest Smith. Périno was nadien nog twee jaar trainer van Royal FC Liégeois.